# The Dream of a Common Language
The Dream of a Common Language est une œuvre de poésie écrite par l'autrice primée et militante Adrienne Rich, publié en anglais en 1978. Le livre a été traduit en français sous le titre Le Rêve d'un langage commun par Lénaïg Cariou et Shira Abramovich, et publié en 2025 chez L'Arche Editeur.
Le livre est divisé en trois sections : la première Power (Pouvoir), la deuxième Twenty One Love Poems (Vingt-et-un poèmes d'amour) et la troisième Not Somewhere Else, But Here (Pas ailleurs, mais ici).
Ce recueil de poèmes fut le premier livre d'Adrienne Rich publié après le début de sa relation homosexuelle avec la romancière et éditrice Michelle Cliff en 1976. Dans ce livre, elle explore le concept d'un langage commun, à atteindre à travers la poésie, l'art et les idées féministes. Le livre est une intégration de la vie personnelle de l'autrice ainsi que de ses croyances sociales et politiques.
La section Power contient des poèmes sur les réalisations remarquables de femmes, qu'elle raconte à toutes les femmes. Le poème Power explique les découvertes de Marie Curie, lesquelles lui ont donné sa force, mais l'ont finalement conduite à la mort. Les huit poèmes dans cette section traitent de la nécessité de redéfinir la nature du pouvoir, afin d'inclure les femmes d'une manière qui ne les détruit pas. Les poèmes montrent un changement nécessaire des idéologies de façon à parvenir à la langue commune.
La section Twenty One Love Poems est un groupe de poèmes d'amour lesbien qui visent à présenter le pouvoir de l'amour entre deux femmes et la nécessité de changer les valeurs culturelles qui ne reconnaissent pas l'amour lesbien comme une sorte d'amour. Les poèmes traitent de la façon dont les femmes impliquées dans les relations lesbiennes sont aliénées parce que leur amour n'est pas reconnu.
Finalement, la relation se désagrège parce que les forces sociétales et culturelles l'empêchent de durer. Le poème XVII mentionne ces forces qui évoluent « en nous et contre nous, contre nous et en nous ».
La section Not Somewhere Else, But Here traite également de la relation entre les femmes, mais par rapport à la nature. Le poème Natural Resources (Ressources naturelles) présente des éléments communs dans la vie des femmes, en comparaison avec des éléments de la nature. Le poème Transcendental Etude (Étude transcendantale) célèbre le pouvoir des femmes à créer à grande échelle à partir de matériaux ordinaires. Les dix poèmes de cette section discutent du pouvoir des femmes pour montrer comment la nature du langage et les idéologies doivent changer et comment les définitions masculines du pouvoir doivent être redéfinies pour créer un langage commun.